# Katherine Walsh
Pour les articles homonymes, voir Walsh.
 Katherine Victoria Walsh  est une actrice américaine.

## Biographie
Elle est née au Kentucky de Martha et Thomas Walsh. Son père, décédé en 1965, était président de l'Agence des assureurs de l'Atlantique. Il trouve la mort dans le crash du vol 383 d'American Airlines dans le comté de Boone au Kentucky le 8 novembre 1965. Elle est diplômée de la Royal Academy of Dramatic Art à Londres en Angleterre et a étudié à l'Université de Londres. Elle débute au cinéma en 1966 dans La poursuite impitoyable.
Le 7 octobre 1970 elle est retrouvée morte dans son appartement à Kensington (Londres) dans la banlieue de Londres en Angleterre. Sa mort est considérée comme un meurtre mais aucun détail n'a été publié et le cas reste non résolu.

## Filmographie

### Cinéma
- 1966 : La Poursuite impitoyable (The Chase) d'Arthur Penn : Verna Dee
- 1967 : The Trip : Lulu

### Télévision
- 1966 : Les Monkees  (série TV) (1 épisode) : Bettina
- 1966 : Daniel Boone  (série TV) (1 épisode) : Elizabeth Corbett
- 1967 : Le Virginien  (série TV) (1 épisode) : Kathy Young